# Walter Hamm
Walter Hamm (* 30. November 1922 in Frankfurt am Main; † 16. April 2017) war ein deutscher Ökonom.
Hamm wurde als Sohn eines Fabrikanten in Frankfurt geboren. Nach vierjährigem Wehrdienst und Kriegsgefangenschaft studierte er von 1946 bis 1948 an der Universität Frankfurt Volkswirtschaftslehre. Nachdem er 1952 in Frankfurt bei Erich Welter promoviert worden war, ging er an die Universität Mainz, wo er von 1952 bis 1961 als stellvertretender Leiter des Forschungsinstituts für Wirtschaftspolitik wirkte und sich 1961 habilitierte. 1963 wurde er auf den Lehrstuhl für Volkswirtschaftslehre an die Universität Marburg berufen, wo er 1988 emeritiert wurde. Von 1965 bis 1991 war Hamm Mitglied beim Wissenschaftlichen Beirat des Bundesministeriums für Verkehr. Von 1984 bis 1997 war er zudem Mitglied im Kronberger Kreis. 1988 erhielt Hamm den Ludwig-Erhard-Preis für Wirtschaftspublizistik. Er war zudem Mitglied im Wissenschaftlichen Beirat der Aktionsgemeinschaft Soziale Marktwirtschaft. Von 1966 bis 2002 war er Kuratoriumsmitglied der Fazit-Stiftung und von 1980 bis 2002 deren Vorsitzender. Noch bis 2017 schrieb Hamm regelmäßig Kommentare und Analysen für die Frankfurter Allgemeine Zeitung. Er war verheiratet und hatte zwei Kinder.